# Zachariá (Paphos)
Pour l’article homonyme, voir Zachariá.
Zachariá (grec moderne : Ζαχαριά) est un village chypriote situé dans le district de Paphos et comptant plus de 0 habitants.